# Discovery (альбом Майка Олдфилда)
Discovery (стилизовано пишется маюскулом, с англ. — «открытие») — девятый студийный альбом британского композитора и музыканта Майка Олдфилда, изданный в 1984 году.

## Об альбоме
Диск записан в Швейцарских Альпах, на берегу Женевского озера. Discovery – дальнейший уклон Майка в сторону поп-музыки. В альбоме есть одна 12-минутная инструментальная композиция. Остальное место отведено под песни. Особую популярность снискала песня To France. В целом же альбом был успешен, особенно в Германии (№1 в немецком чарте альбомов).

## Список композиций
Первая сторона
1. To France 4:50
2. Poison Arrows 3:45
3. Crystal Gazing 3:03
4. Tricks of the Light 3:52
5. Discovery 4:32

Вторая сторона
1. Talk About Your Life 4:24
2. Saved by a Bell 4:36
3. The Lake 12:08

## Музыканты
- Майк Олдфилд — все инструменты (за исключением барабанов), продюсер
- Мэгги Рейли — вокал
- Барри Палмер — вокал
- Саймон Филлипс — Tama Drums, продюсер
- Дэн Крамер — фотографии на обложке